# 谷口智子
谷口 智子（たにぐち ともこ、1974年7月30日 - ）は、TBSスパークル（旧：キャスト・プラス）に所属するフリーアナウンサー。大阪府出身。大阪成蹊女子短期大学卒業。趣味はゴスペルである。

## 略歴
- 1999年10月 - 2001年9月

四国放送「朝6・30」のキャスターを担当。
- 2001年10月 - 2002年3月

TBSニュースバードのキャスターを担当。
- 2003年4月 - 2004年3月

テレビ埼玉に契約アナウンサーとして在籍。
- 2004年4月 - 2005年3月

テレビ埼玉でフリーアナウンサーとしてニュースなどを担当。
- 2005年4月 - 2006年3月

南日本放送に契約アナウンサーとして在籍。
- 2006年9月 -

テレビ埼玉のニュース番組を不定期で担当。
また、TBSラジオ（日曜日）ニュースを不定期に担当（最近では、2007年2月18日 - 4月1日までの日曜日、7月8日）

## 出演番組

### 現在の出演番組
- テレビ埼玉
  - テレ玉ニュース、NEWS930（不定期）
- TBSラジオ
  - 爆笑問題の日曜サンデー（特別企画、不定期）

### 過去の出演番組
- テレビ埼玉
  - TVSニュース（2003年4月 - 2005年3月）
  - 埼玉経済情報（2003年4月 - 9月）
  - 情報ひるびん（2003年10月 - 2004年3月）
  - 情報ごごびん（2003年10月 - 2004年3月）
  - カラオケ一番（2004年4月 - 2005年3月）
  - こんにちは県議会です（2004年4月 - 2005年3月）
- 四国放送
  - 朝6・30（1999年10月 - 2001年9月）

## 関連サイト
- TBSスパークル・キャスター室｜谷口智子
- 公式ブログ「ハウオリ（hau’oli）生活」～presented by ウェリナ～